# Seminole (Texas)
Seminole és una població dels Estats Units a l'estat de Texas. Segons el cens del 2000 tenia 5.910 habitants.

## Demografia
Segons el cens del 2000, Seminole tenia 5.910 habitants, 2.082 habitatges, i 1.590 famílies. La densitat de població era de 681,2 habitants per km².
Dels 2.082 habitatges en un 41,3% hi vivien nens de menys de 18 anys, en un 61,6% hi vivien parelles casades, en un 11,2% dones solteres, i en un 23,6% no eren unitats familiars. En el 21,8% dels habitatges hi vivien persones soles el 10,2% de les quals corresponia a persones de 65 anys o més que vivien soles. El nombre mitjà de persones vivint en cada habitatge era de 2,79 i el nombre mitjà de persones que vivien en cada família era de 3,28.
Per edats la població es repartia de la següent manera: un 31,9% tenia menys de 18 anys, un 8,9% entre 18 i 24, un 27,2% entre 25 i 44, un 19% de 45 a 60 i un 13% 65 anys o més.
L'edat mediana era de 32 anys. Per cada 100 dones de 18 o més anys hi havia 89,4 homes.
La renda mediana per habitatge era de 32.063 $ i la renda mediana per família de 36.019 $. Els homes tenien una renda mediana de 31.563 $ mentre que les dones 17.010 $. La renda per capita de la població era de 14.624 $. Aproximadament el 14,6% de les famílies i el 18,2% de la població estaven per davall del llindar de pobresa.

## Poblacions més properes
El següent diagrama mostra les poblacions més properes.